# Jordan Tannahill

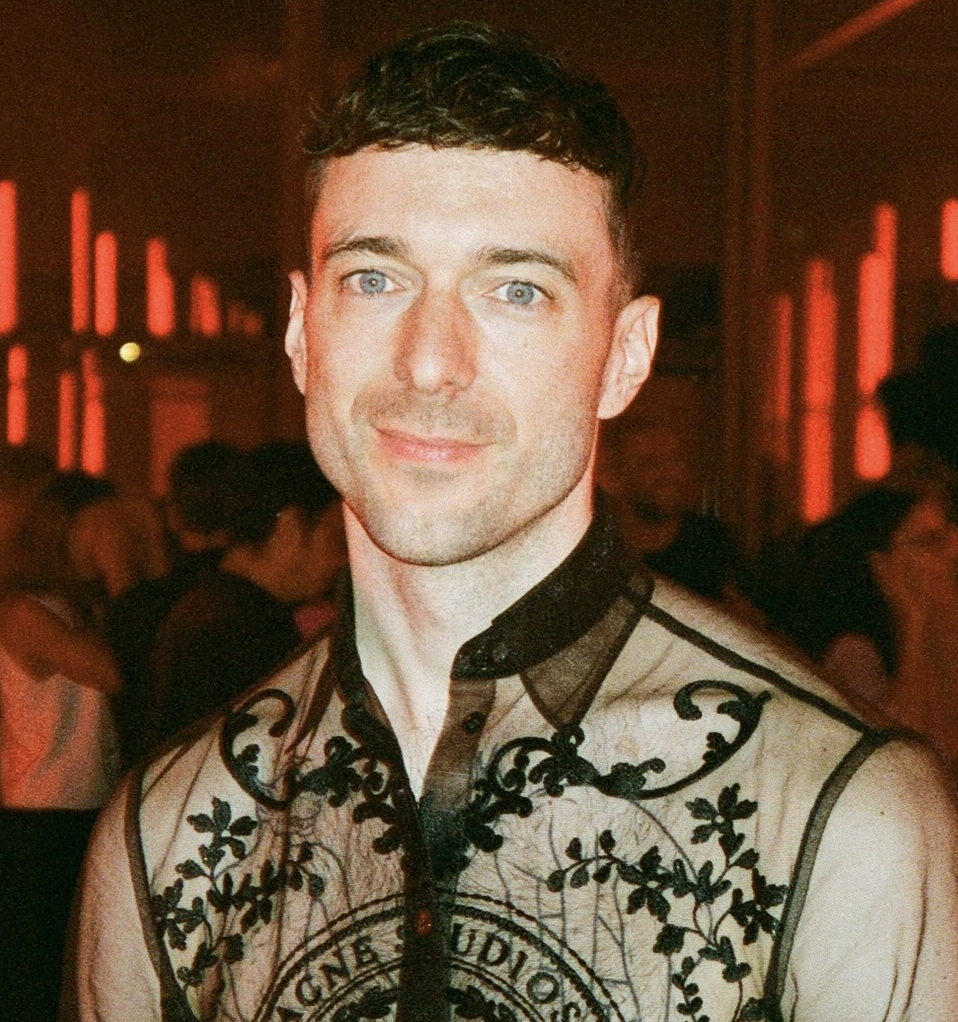
Jordan Tannahill

Jordan Tannahill (* 1988 in Ottawa) ist ein kanadischer Autor, Dramatiker und Theaterregisseur.
Seine Stücke wurden in über zehn Sprachen übersetzt und mit zahlreichen Preisen ausgezeichnet, unter anderem zwei Governor General’s Literary Awards, Kanadas höchstem staatlichen Literaturpreis. Sein Romandebüt, Liminal, wurde mit dem französischen Prix des Jeunes Libraires 2021 ausgezeichnet. Sein zweiter Roman, Das Summen, erklomm in Kanada die Bestsellerlisten und stand auf die Shortlist des renommierten Scotiabank Giller Prize 2021.
Tannahill wurde vom Magazin The Walrus als „enfant terrible“ des kanadischen Theaters bezeichnet. Er ist bekennender Kritiker der Monarchie und des Brexits und tritt als Aktivist für die Rechte der queeren Community ein. 2019 wurde er von CBC Arts als einer der einflussreichsten LGBTQ-Kanadier genannt. Er lebt heute in London.

## Romane
- Jordan Tannahill: Liminal, House of Anansi Press, Toronto 2018
- Jordan Tannahill: The Listeners, HarperCollins, 2022, ISBN 978-0-00-844543-0
- Jordan Tannahill: Das Summen. Die Ereignisse am Sequoia Crescent. GOYA, Hamburg 2023, ISBN 978-3-8337-4579-9